# Kajanaland
Kajanaland (finsk: Kainuun maakunta) er et landskab og en sekundærkommune i det nordlige Finland. 
Kajanaland består af 8 kommuner, der tilsammen havde 70.000 indbyggere i 2024. Kajana er landskabets hovedby.

## Nabolandskaber
Kajanaland grænser i vest og nord op til Norra Österbotten, i øst til Rusland, i sydøst til Norra Karelen og i sydvest til Norra Savolax.

## Regionen Nordfinland
Kajanaland hører administrativ under Nordfinlands regionsforvaltning. Det samme gør landskabet Norra Österbotten.

## Forsøg med selvstyre
Kajanaland er et af de fattigste landskaber i Finland. Gennem årtier har området haft et faldende folketal. Som en forsøgsordning ledes landskabet af en folkevalgt forsamling i perioden 2005-2012. Dette er et særsyn i Finland, da Ålands lagting hidtil har været den eneste direkte valgte forsamling i et landskab.
Den folkevalgte forsamling hedder landskapsfullmäktige på svensk og maakuntavaltuusto på finsk. Den daglige drift ledes af en landskapsstyrelse (maakuntahallitus på finsk) og en landskapsdirektör (maakuntajohtaja på finsk). Landskabet har overtaget driften af udvalgte kommunale opgaver indenfor sundhed og undervisning. 

## Kommuner
Kajanaland består af de otte kommuner Hyrynsalmi, Kajana, Kuhmo, Paldamo, Puolango, Ristijärvi, Sotkamo, Suomussalmi.

## Det historiske Österbotten
Kajanaland er del af det historiske landskab Österbotten, som var meget større end det nuværende landskab Österbotten, der blev oprettet i 1998.
Tidligere omfattede landskabet nemlig det nuværende Österbotten, Södra Österbotten, Mellersta Österbotten, Norra Österbotten og Kajanaland samt den sydlige del af landskabet Lappi. Området øst for Salla og Kuusamo blev erobret af Sovjetunionen under Vinterkrigen. Alakurtti er største by i den afstående Salla-albue.
Det historiske landskab omfattede hele 36 % af Finlands daværende areal.